# Plüschow (Mecklembourg)
Pour les articles homonymes, voir Plüschow.
Plüschow est une ancienne municipalité allemande du land de Mecklembourg-Poméranie-Occidentale et l'arrondissement du Mecklembourg-du-Nord-Ouest.